# Sodna palača, Bruselj
Sodna palača ali Palača pravice (francosko Palais de Justice, nizozemsko Justitiepaleis) ali Bruseljsko sodišče je najpomembnejša sodna zgradba v Belgiji.
Zgrajena je bila med letoma 1866 in 1883 v eklektičnem slogu slavnega arhitekta Josepha Poelaerta. Skupni stroški gradnje, zemljišč in opreme so bili okoli 45 milijonov belgijskih frankov. To je največja stavba zgrajena v 19. stoletju in je pomembna znamenitost Bruslja. Je tudi predlagana za uvrstitev na Unesco-v seznam kulturne dediščine.

## Zgodovina

### Začetek
Leta 1860 je kraljevi odlok med vladavino Leopolda I. napovedal gradnjo palače pravosodja in za njeno zasnovo organiziral mednarodni arhitekturni natečaj. Predlogi, ki so bili rezultat natečaja, so bili nesprejemljivi in so bile zato zavrnjeni. Tedanji minister za pravosodje Tesch je Josepha Poelaerta pridobil leta 1861 za oblikovanje. Temeljni kamen je bil postavljen 31. oktobra 1866, stavba pa je bila odprta 15. oktobra 1883, štiri leta po smrti Poelaerta leta 1879.
Za gradnjo Sodne palače je bil porušen del Marollenove soseske, medtem ko je bila večina parka, ki pripada hiši Mérode, tudi razlaščena. 75 lastnikov hiš, od katerih so mnogi živeli v svojih domovih, so prejeli velike odškodnine, medtem ko so se bili ostali prebivalci, približno sto ljudi, prisiljeni preseliti, čeprav so jim nadomestili hiše v vrtnem mestu "Tillens-Roosendael" (francosko cité-jardin Tillens-Roosendael) v občini Uccle v Quartier du Chat. 
Sam Poelaert je živel v soseščini Marollen v hiši, ki je le nekaj sto metrov od zgradbe, hiše, z obsežnimi pisarnami in delavnicami. [4] [5] Zato je malo verjetno, da je sam ni videl, da uničuje sosesko.
Zaradi prisilnega preseljevanja toliko ljudi je beseda arhitekt postala ena najbolj resnih žalitev v Bruslju. 
Lokacija palače je na griču Galgenberg, kjer so v srednjem veku obešali obsojene kriminalce.
V notranjosti stavbe sta ogromna kipa Demostena in Likurga, kiparja Pierreja Armanda Cattiera in figure rimskih pravnikov Cicera in Ulpiana, ki ju je izdelal Antoine-Félix Bouré. Čeprav se je gradnja zgodila med vlado Léopolda II., je pokazal le malo zanimanja za stavbo in se ne šteje za del obsežnega arhitekturnega programa v Bruslju ali njegove zapuščine kot »kralja graditelja«.

### Obnova
Ob koncu druge svetovne vojne, na predvečer osvoboditve Bruslja, so bežeči Nemci zanetili požar v Sodni palači, da bi jo uničili. Zaradi tega se je zrušila kupola, del stavbe pa je bil močno poškodovan. Do leta 1947 je bila večina stavbe popravljena in obnovljena kupola dva in pol metra višja od izvirnika.
Leta 2003 se je začela prenova stavbe. Ta prenova se nanaša na popravilo in krepitev strešne konstrukcije in sten ter postavitev nove plasti na pozlačeno kupolo. Napredek je počasen, v letu 2013 pa je bilo ugotovljeno, da je desetletni oder tako zarjavel in nevaren, da je bila potrebna prenova gradbenega odra. 

## Dimenzije
Bruseljska palača pravičnosti je večja od bazilike sv. Petra v Rimu. Stavba ima dimenzije 160 krat 150 metrov  in skupno zgrajeno površino 26.000 m². Kupola na višini 104  metre tehta 24.000 ton. Stavba ima 8 dvorišč s površino 6000 m², 27 velikih dvoran in 245 manjših dvoran in drugih sob. Nahaja se na hribu, med zgornjim in spodnjim mestom z razliko v višini 20 metrov, kar ima za posledico več vstopov v stavbo na različnih ravneh.

## Vpliv
Obstaja dobro znana zgodba, ki jo je Adolf Hitler navajal za zgradbo. Albert Speer je v svoji knjigi V tretjem rajhu  izjavil, da je bil leta 1940 napoten v Bruselj, da bi preučeval stavbo.
Palača pravičnosti v Limi v Peruju, v kateri je Vrhovno sodišče Peruja, čeprav veliko manjša, temelji na Bruseljski palači pravičnosti.